# Bobby Ortega
Carlos Manuel Ramírez-Corría,  neurocirujano cubano.

## Vida
Nació el día 24 de febrero de 1903 en San Luis de la provincia de Oriente, Cuba, en el seno de una familia humilde.

### Formación
Carlos Manuel Ramírez-Corría logra costear su carrera trabajando en su tiempo libre, al principio como Analista de un Laboratorio Clínico redactando conferencias de Matemáticas superiores. Este dominio le ayudó a desarrollar su pensamiento lógico y merecer el apodo de "Pitágoras" entre sus compañeros.
En 1925, de paso por La Habana, el eminente biólogo Dr. Joaquín Llambías, Rector de la Universidad de Buenos Aires, le ofrece el cargo de profesor en el Instituto de Anatomía Patológica, a pesar de no haber terminado la carrera de medicina y parte para Argentina sin apenas tiempo de despedirse de su familia.
Un año más tarde, aún sin graduarse, es designado miembro fundador de la Sociedad Argentina de Biología y participa en su primera sesión científica especial con un trabajo de investigación sobre "Las formaciones braunerianas gástricas". Tenía entonces 23 años.
Regresa al país y se gradúa en 1927 en la Universidad de La Habana, en medio de una intensa crisis política que desemboca en la dictadura de Machado (1925-1933). Militante en las filas revolucionarias, perseguido por la tiranía, sale de modo clandestino hacia Haití, donde asiste a leprosos y realiza trabajos de profilaxis antituberculosa en zonas rurales apartadas.

### Periodo francés
A fines de la década de 1920, sin recursos, se traslada a París para proseguir sus estudios. Por sus investigaciones sobre Anatomía Patológica es admitido como discípulo del Dr. Clovis Vincent, del Hospital "La Pitie" de París, quien fuera posteriormente fundador de la neurocirugía en Francia. Esta relación decide su camino y profundiza la especialidad en España con el histólogo Don Pío del Río Ortega y el fisiólogo Santiago Ramón y Cajal, en el Instituto de Anatomía Patológica de la Universidad Central de Madrid; y en Buenos Aires, con el Dr. Bernardo Houssay, estos dos últimos Premios Nobel de Medicina.
Nuevamente regresa a Francia y recibe una oferta del profesor Vincent invitándolo a colaborar con él en su servicio, pero la rechaza y regresa a Cuba donde decide permanecer tras quedar impresionado por la alta incidencia de la mortalidad en niños politraumatizados.

### Vuelta a Cuba
En 1934 consigue trabajar en el Hospital Universitario "General Calixto García" de La Habana. Entra a oposición por la Cátedra de Anatomía Patológica y en muy reñidas lides la gana. Allí trabajó en un sótano para las consultas y en un salón de operaciones. Creado un mínimo de condiciones comienza a formar especialistas en Neurocirugía, tan necesarios para un país subdesarrollado. Desde entonces y hasta su muerte se dedicó a la asistencia, docencia e investigación en varias ramas de la medicina, específicamente en técnicas de la naciente especialidad que hizo crecer y que hasta aquel momento eran apenas conocidas en Cuba por algún cirujano general. Día por día, después de su labor asistencial, docente e investigativa comenzaba la consulta que duraba hasta altas horas de la noche.
Durante su vida fue profesor consultante de la Universidad de La Habana e impartió numerosas conferencias en México, La Plata, Caracas y Los Andes.
Mientras realizaba sus labores neuroquirúrgicas, llevó a cabo estudios interdisciplinarios que lo llevó a publicar el libro "Documentos para el estudio del eritrocito", exhaustivo trabajo sobre estructura y patología de los glóbulos rojos. Por otro lado, dedicó largas jornadas de trabajo a la investigación de la Inmunología y elaboró varias vacunas personalmente con el fin de tratar variadas enfermedades.
Como parte de su labor asistencial e investigativa en la Neurocirugía, diseñó múltiples instrumentos y desarrolló técnicas quirúrgicas novedosas para Cuba, y en ocasiones para el mundo. Desarrolló algunas ideas y maquetas que sirvieron para la docencia de la anatomía vascular encefálica.
Realizó operaciones neuroendoscópicas con cistoscopios propios de los años 45. Con estos equipos logró visualizar los ventrículos cerebrales y fulgurar el plexo coroides como parte del tratamiento de la hidrocefalia.
A principios de la década del 60 confeccionó un pequeño equipo que se atornillaba al cráneo para obtener coordenadas estereotáxicas mediante radiografías ortogonales.
Diseñó y construyó varios separadores automáticos para la cirugía de columna.
Fue el descubridor del empleo del Poliuretano para realizar plastias de duramadre. También elaboró un producto gelatinoso que servía para hacer hemostasia transquirúrgica.
Por primera vez en Cuba comenzó a realizar la angiografía carotídea. Al principio la realizaba a "cielo abierto", pero posteriormente la desarrolló de forma percutánea.
Comenzó la cirugía aneurismática en la época en que el pobre desarrollo de la anestesia obligaba a realizar lobectomías frontales o temporales para poder disecar las arterias del Polígono de Willis. En aquellos tiempos se operaba sin el empleo de la microcirugía y con clips que después de cerrados no podían abrirse.
Como parte de su interés por la Inmunología trató de desarrollar vacunas a partir de células tumorales de los propios pacientes.
Postuló en 1971 teorías sobre el origen viral de la Esclerosis Múltiple. En este tema publica varios artículos donde propone esquemas de tratamiento.
A pesar de las numerosas ofertas de trabajo recibidas en el extranjero, al triunfo de la Revolución Cubana en 1959, prefirió permanecer en su país en una época que se caracterizó por el éxodo masivo de médicos y otros profesionales.
Al prestigio adquirido en Latinoamérica por el Profesor Ramírez-Corría se debe que el Instituto Neuro-Psiquiátrico de Yucatán, México, creado en 1954, lleve su nombre desde su fundación.
Hombre de vasta cultura literaria, conocedor de los clásicos, unía a su saber científico una formación humanista crecida en el apasionado ejercicio de su profesión. Un factor que incidió favorablemente en su desarrollo profesional fue el de enfrentar los problemas científicos con imaginación creadora.
El 27 de marzo de 1977, a los 74 años de edad, como una de las grandes ironías del destino, el ilustre Padre de la Neurocirugía Cubana muere de una contusión cerebral severa como consecuencia de un trágico accidente automovilístico.

## Carrera política
Fue Ministro de Salud durante 1949, pero decide renunciar por no tener el apoyo del gobierno para solucionar los problemas de su Ministerio. Durante este año logra fundar el 1.er Servicio de Neurocirugía en el Hospital Universitario "General Calixto García" que dirigió por el resto de su vida.
- Datos: Q2893708